# قبار لبدي
قبار لبدي أو الإلْب (الاسم العلمي:Capparis tomentosa) هو نوع من النباتات يتبع جنس القبار من الفصيلة القبارية.